# الساندرو باریکو
الساندرو باریکو (به ایتالیایی: Alessandro Baricco) (زادهٔ ۲۵ ژانویه ۱۹۵۸ در تورینو، ایتالیا) داستان‌نویس مشهور ایتالیایی است.
داستان‌های وی در سراسر جهان به زبان‌های گوناگون ترجمه شده‌اند. از مهم‌ترین نوشته‌های او کتاب ابریشم بوده که به زبان فارسی نیز ترجمه شده‌است. جوزپه تورناتوره بر پایه نمایشنامه تک‌گویی او با نام «نووچنتو» فیلمی یا نام افسانهٔ ۱۹۰۰ ساخته است. نووچنتو با ترجمه حسین معصومی همدانی به فارسی منتشر شده‌است.

## کتابشناسی
- سرزمین شیشه (۱۹۹۲)
- اقیانوس دریا (۱۹۹۳)
- افسانهٔ ۱۹۰۰
- ابریشم (۱۹۹۶)
- شهر (۱۹۹۹)
- بدون خون (۲۰۰۲)